# ناحية الدرباسية
ناحية مركز الدرباسية إحدى نواحي سوريا تتبع إداريّاً لمحافظة الحسكة منطقة رأس العين ومركزها مدينة الدرباسية، بلغ تعداد سكان الناحية 55,614 نسمة حسب التعداد السكاني لعام 2004.تم فصل بعض القرى عن الناحية والحاقها بناحية أبو رأسين وذلك عام 2008 م.

## بلدات وقرى ناحية الدرباسية
أ
- أبو جرادة
- أبو كالة
- الأمانة

### ب
- بركة
- بشيرية
- بير الحجر

### ت
- التربة
- تل أيلول
- تل البلبل
- تل بطل
- تل بقر
- تل تشرين
- تل حصان
- تل خباز
- تل ديك
- تل سكر
- تل العطاس
- تل عمر
- تل غزال فوقاني
- تل كرم تحتاني
- تل كرم فوقاني
- تورات

### ج
- جبل الشيخ
- جرن تحتاني
- جطل
- الجنان
- جوزات أولى
- جوزات ثانية
- جولان تحتاني
- الجول
- جونية

### ح
- (الحجلة الشرقية(كاكورية الشرقية )
- الحجلة الغربية
- الحرشاوية
- حمدانية
- الحنو

### خ
- خاتونة
- خاص جنوبي
- خاص شمالي
- خويتلة تحتاني

### د
- دبش
- الدرباسية
- الدمام
- الدهماء
- الدوحة

### ر
- رشيدية
- ريحانية
- ريحانية الداموك
- ريحانية شمر

### ز
- الزنار

### س
- سعدية
- سفر
- سلام
- سنجار
- السوادية
- سويس

### ش
- شدوان
- شريفة
- شفقة
- شموكة غربية

### ص
- صالحية شرقية
- صفيرة
- صوران فوقاني

### ط
- طالعة كيكية
- طريفاوي

### ظ
- ظهر العرب

### ع
- عالية شرقية
- عالية غربية
- عطيشان كيكية
- عظامية شرقية
- عظامية غربية
- عمورية

### غ
- الغنامية

### ف
- فرحية معمو
- فرفرة

### ق
- قنطر
- القنيطرة
- القيروان

### ك
- الكنز
- الكوخ

### ل
- اللد
- اللواء

### م
- المبروكة الشرقية
- متسلم
- المحمودية
- المدور
- المشقوق
- المشيرفة
- مشيرفة مشراق
- ملك مشراق

### ن
- نابلس

### هـ
- هاجية
- هبو
- الهضبة

### و
- الواحة